# Edgars Krūmiņš
Edgars Krūmiņš (født 16. oktober 1985 i Jelgava) er en lettisk basketballspiller som deltog i de olympiske lege 2020.